# Marsdenia leiocarpa
Marsdenia leiocarpa är en oleanderväxtart som beskrevs av George King, Amp; Prain och David Prain. Marsdenia leiocarpa ingår i släktet Marsdenia och familjen oleanderväxter. Inga underarter finns listade i Catalogue of Life.